# The Complete Hit-Album
A The Complete Hit-Album című lemez a Bee Gees  Hollandiában megjelent válogatáslemeze. 

## Az album dalai
1. Stayin' Alive (Barry, Robin és Maurice Gibb) – 4:43
2. Jive Talkin'  (Barry, Robin és Maurice Gibb) – 3:43
3. Night Fever (Barry, Robin és Maurice Gibb) – 3:31
4. How Deep Is Your Love (Barry, Robin és Maurice Gibb) –  4:02
5. Too Much Heaven (Barry, Robin és Maurice Gibb) – 4:57
6. Nights On Broadway (Barry, Robin és Maurice Gibb) – 4:30
7. Tragedy (Barry, Robin és Maurice Gibb) –  5:03
8. Massachusetts (Barry, Robin és Maurice Gibb) – 2:28
9. To Love Somebody (Barry és Robin Gibb) – 3:00
10. Spicks and Specks Barry Gibb)  -2:50
11. World (Barry, Robin és Maurice Gibb) – 3:13
12. New York Mining Disaster 1941 (Barry és Robin Gibb) – 2:10
13. Tomorrow Tomorrow (Barry Gibb, Maurice Gibb) – 3:37
14. First of May (Barry, Robin és Maurice Gibb) – 2:50
15. I Started a Joke (Barry, Robin és Maurice Gibb) – 3:06
16. Don't Forget to Remember (Barry és Maurice Gibb) – 3:29
17. Words  (Barry, Robin és Maurice Gibb) – 3:18
18. I've Gotta Get A Message To You (Barry, Robin és Maurice Gibb) – 3:10
19. I.O.I.O. (Barry Gibb, Maurice Gibb) – 2:53
20. Jumbo (Barry, Robin és Maurice Gibb) – 2:26
21. Let There Be Love (Barry, Robin és Maurice Gibb) – 3:32
22. My World   (Barry és Robin Gibb) – 4:18
23. How Can You Mend A Broken Heart (Barry és Robin Gibb) – 3:57
24. Holiday (Barry és Robin Gibb) – 2:53
25. Alive(Barry, Robin és Maurice Gibb) – 4:00
26. Lonely Days(Barry, Robin és Maurice Gibb) – 3:48
27. You Should Be Dancing (Barry, Robin és Maurice Gibb) – 4:48
28. He's a Liar (Barry, Robin és Maurice Gibb) – 3:56

## Közreműködők
- Bee Gees